# Das goldene Kalb

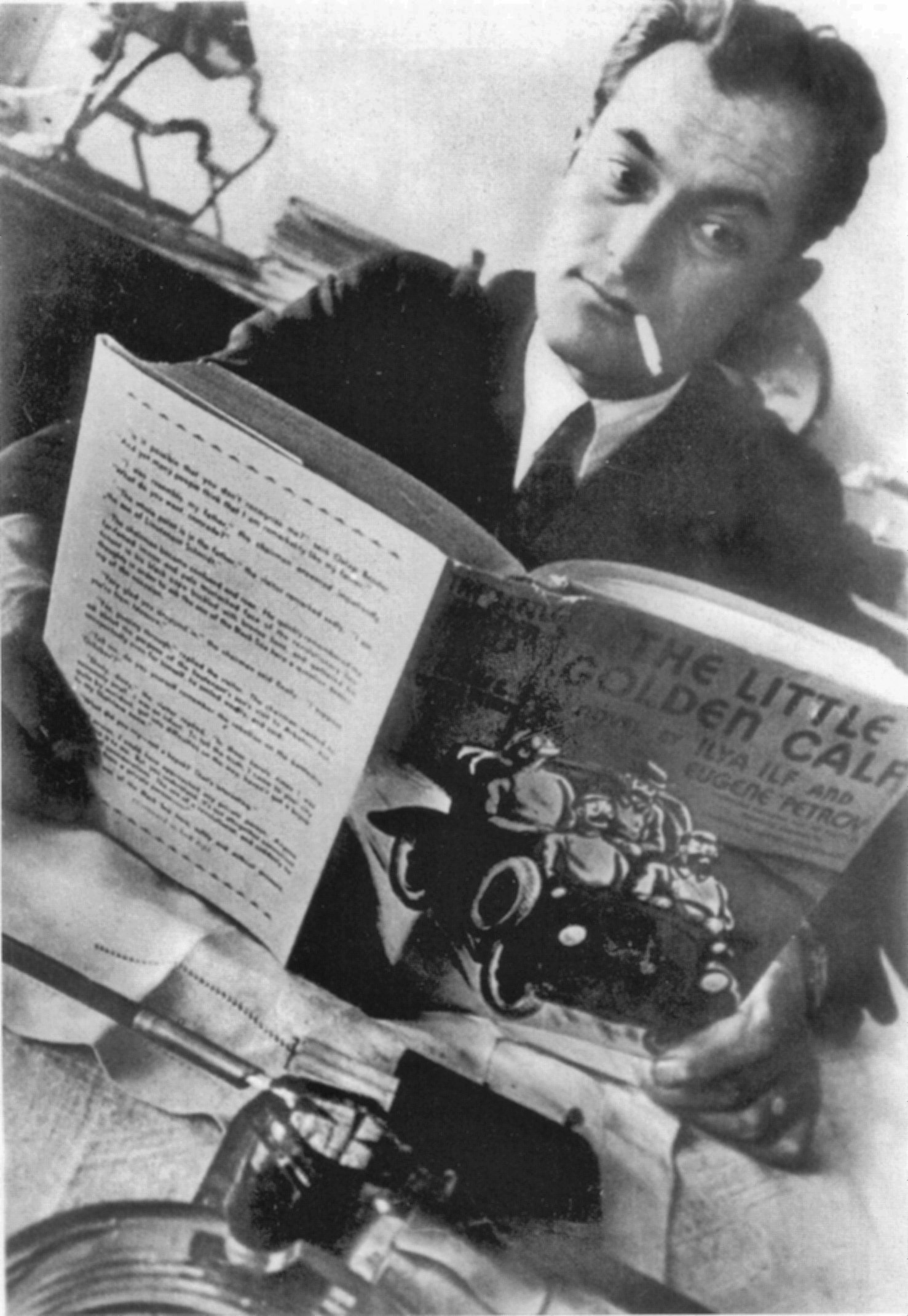
Petrow liest in seinem Roman Das goldene Kalb. (Foto: Eleasar Langman)

Das goldene Kalb (russisch Золотой телёнок Solotoi teljonok) ist ein 1931 veröffentlichter satirischer Roman, den die sowjetischen Schriftsteller Ilja Ilf und Jewgeni Petrow gemeinsam geschrieben haben. Er ist die Fortsetzung ihres drei Jahre zuvor erschienenen Romans Zwölf Stühle.

## Handlung
Der einfallsreiche Gauner und Abenteurer Ostap Bender überlebt den Mordversuch, mit dem der erste Roman endet, und erscheint in der kleinen russischen Provinzstadt Arbatow, wo er sich für den Sohn des Revolutionshelden Leutnant Schmidt ausgibt, um von der lokalen Verwaltung Geld für seinen Lebensunterhalt zu erschwindeln. Im Büro des Stadtverwalters trifft er auf den einfältigen Kleinkriminellen Schura Balaganow, der der gleichen Beschäftigung nachgeht, was beide „Schmidt-Söhne“ fast zum Auffliegen bringt. Bender rettet sich und Balaganow aus dieser peinlichen und gefährlichen Situation und sie schließen Bekanntschaft. Bender erzählt Balaganow von seiner festen Absicht, irgendwie eine Million zu ergattern und nach Rio de Janeiro auszuwandern, denn „Ich will fort von hier. Im Laufe des letzten Jahres sind zwischen mir und der Sowjetmacht ernste Differenzen entstanden. Sie will den Sozialismus aufbauen und ich will es nicht. Es ist mir nämlich langweilig, den Sozialismus aufzubauen“. Daraufhin offenbart Balaganow, dass er einen sowjetischen Untergrund-Millionär namens Korejko kennt. Bender beschließt sofort, zu ihm nach Tschernomorsk (russisch für „Schwarzmeerstadt“, gemeint ist Odessa) zu fahren, um ihm einen Teil des Geldes abzupressen. Zu den beiden stößt auch ein älterer tollpatschiger Schwindler namens Panikowski.
In Tschernomorsk angekommen, sammelt Bender Beweise für dunkle Machenschaften Korejkos, durch die er zu seinem heimlichen Reichtum gekommen ist. Er droht Korejko, dieses Dossier der Polizei zu übergeben und erpresst auf diese Weise schließlich eine Million Rubel. Bei seinem Versuch, Sowjetrussland zu verlassen, wird er aber von den rumänischen Grenzpolizisten ausgeraubt und verprügelt, was ihn zur Rückkehr zwingt.

## Sonstiges
Das goldene Kalb konnte das künstlerische Niveau des vorhergehenden Romans sogar weiter steigern. Er wurde in der Sowjetunion ebenfalls sehr beliebt und in viele Sprachen (darunter ins Deutsche) übersetzt. Auch aus ihm stammen zahlreiche Zitate, die in die Alltagssprache Einzug hielten. Die Autoren planten noch einen dritten Roman, der allerdings aus verschiedenen Gründen nicht geschrieben wurde. Nach dem Zweiten Weltkrieg wurde Das goldene Kalb in der Sowjetunion verboten und durfte erst in den 1960er Jahren wieder herausgegeben werden.

## Zitate
- Hörner und Hufe (russisch Рога и копыта – Roga i kopyta) – Name einer von Ostap Bender eröffneten Scheinagentur, ironische Bezeichnung für unseriöse Geschäftsaktivitäten.
- Sitz-Vorsitzender (russisch зиц-председатель – Siz-predsedatel) –  ein Strohmann, dessen einzige Funktion es ist, eine Gefängnisstrafe abzusitzen. Das Wort ist ein jiddisch-russisches Konstrukt.
- Das Bier wird nur an Gewerkschaftsmitglieder verkauft (russisch Пиво отпускается только членам профсоюза – Piwo otpuskajetsja tolko tschlenam profsojusa), eine Anspielung auf das sowjetische Privilegiensystem.
- Das Automobil ist kein Luxusobjekt, sondern ein Fortbewegungsmittel (russisch Автомобиль — не роскошь, а средство передвижения – Awtomobil – ne roskosch, a sredstwo peredwischenija), eine Parodie des sowjetischen Propaganda-Stils.
- Sägen Sie, Schura, sägen Sie! (russisch Пилите, Шура, пилите! – Pilite, Schura, pilite!). Dieser ironische Satz wird immer wieder gebraucht, wenn jemand versucht, die unausweichliche Strafe für ein gescheitertes Unterfangen durch Verheimlichen hinauszuschieben. Im Roman stehlen Panikowski und Balaganow die gusseisernen Gewichte des Untergrund-Millionärs Koreiko, weil Panikowski überzeugt ist, dass sie aus Gold seien. Der Satz kommt von Panikowski, als ihm längst klar ist, dass er daneben liegt.
- Nun werde ich mich zum Hausmeister umqualifizieren (russisch Придется переквалифицироваться в управдомы – Pridetsja perekwalifizirowatsja w uprawdomi) –  der letzte Satz im Roman, stellvertretend für geplatzte Träume.

## Verfilmungen
- 1968 von Michail Schweizer, UdSSR
- 1993 unter dem Titel Träume eines Idioten, von Wassili Pitschul, Russland
- 2006 als Fernsehserie mit insgesamt acht Folgen, von Uljana Schilkina, Russland

## Deutsche Ausgaben
- Ein Millionär in Sowjetrußland (Übersetzer Elsa Brod, Mary von Pruss-Glowatzky und Richard Hoffmann), Paul Zsolnay Verlag, Berlin-Wien-Leipzig 1932.
- Das goldene Kalb (Übersetzer Enrico Italiener), Neuer Verlag, Stockholm 1946.
- Das goldene Kalb (Übersetzer Alexander Schmidt), Limes-Verlag, Wiesbaden 1966.
- Das goldene Kalb (Übersetzer Mascha Schillskaja), Goldmann Verlag, München 1967.
- Das goldene Kalb oder die Jagd nach der Million (Übersetzer Thomas Reschke), Damnitz Verlag, München 1979.
- Das goldene Kalb oder die Jagd nach der Million (Übersetzer Thomas Reschke), Verlag Volk und Welt, Berlin 1979.
- Das goldene Kalb. Ein Millionär in Sowjetrussland (Übersetzer Wera Rathfelder und Pia Todorović), Manesse-Verlag, Zürich 1986 ISBN 3-7175-1724-4.
- Das goldene Kalb oder die Jagd nach der Million (Übersetzer Thomas Reschke), Fischer-Taschenbuchverlag, Frankfurt am Main 1988 ISBN 3-596-28263-2.
  - Neuausgabe: Die Andere Bibliothek, Berlin 2013, ISBN 978-3-8477-0340-2.